# Antje Bostelmann
Antje Bostelmann (* 30. Oktober 1960 in Rostock) ist eine deutsche Autorin pädagogischer Sachbücher sowie Gründerin und Geschäftsführerin der Klax-Gruppe, einem internationalen Bildungsträger von pädagogischen Einrichtungen mit Hauptsitz in Berlin.

## Leben
Nach ihrer Ausbildung zur Krippenerzieherin in den Jahren 1979 bis 1982 arbeitete Antje Bostelmann bis 1987 zunächst als stellvertretende Krippenleiterin in Berlin-Marzahn. Ein Abendstudium an der Kunsthochschule Berlin-Weißensee bildete die Grundlage für ihre Tätigkeit als selbstständige Künstlerin. Als solche betreute sie den Kunstunterricht von Arbeitsgruppen an Schulen in Berlin-Pankow. Nach dem Mauerfall verfolgte Bostelmann das Ziel, eine private Malschule mit künstlerischem Schwerpunkt und Nachmittagsbetreuung zu etablieren und gründete 1990 den Klax e.V. Anfangs bot der Verein Kinderkurse in Malerei, Keramik und Tanz an, heute betreibt Klax als internationaler Bildungsträger Krippen, Kindergärten, Schulen sowie Aus- und Weiterbildungsinstitutionen in Deutschland und Schweden.

## Die Klax-Pädagogik
Etwa zeitgleich mit der Gründung der Malschule begann Antje Bostelmann auch mit der Entwicklung und Ausarbeitung eines eigenen Bildungskonzeptes. Die Klax-Pädagogik wird heute sowohl in den eigenen als auch in den Einrichtungen anderer Träger angewandt. Das Konzept ist kompetenzorientiert und geht inhaltlich und methodisch vom Individuum aus. In Kopie anderer reformpädagogischer Ansätze wie Montessori- oder Reggio-Pädagogik steht auch hier die Aufnahme der Lerninhalte durch das Kind im Fokus und nicht deren Vermittlung. Die Klax-Pädagogik unterstützt die Entwicklung und Entfaltung einer Persönlichkeit unter Berücksichtigung der individuellen Eigenschaften. Dabei wird der Methode „Lernen nach Zielen“ gefolgt, die besagt, dass Reihenfolge oder Rhythmus des Lernens eine untergeordnete Rolle spielen, sondern vielmehr das Ergebnis entscheidend ist. Somit orientiert sich das pädagogische Bildungskonzept an den Kompetenzen, so wie seit Jahren auch in den Rahmenlehrplänen und Bildungsempfehlungen der öffentlichen schulischen und vorschulischen Institutionen gefordert. Im Zentrum der pädagogischen Tätigkeit steht die Portfolioarbeit. Pädagogische Fachkräfte dokumentieren in individuellen Portfolios den Entwicklungsstand des Kindes. Dieser dient als Ausgangspunkt für individuelle Bildungspläne und -ziele, die in regelmäßigen Zyklen neu formuliert werden. Auch die Lernfortschritte der Kinder werden im Portfolio dokumentiert. Zu den Lernzielen gehören unter anderem Sprache und Sprachentwicklung, Spiel, emotionale und psychische Entwicklung, Sexualerziehung, Verkehrserziehung und Medienkompetenz.

## Werke (Auszug)
- Antje Bostelmann, Michael Fink: Glückliche Krippenkinder – wie Eltern ihre Kinder unterstützen können. Beltz, 2013, ISBN 978-3-407-85964-8.
- Antje Bostelmann, Benjamin Bell: Kindergarten statt Kummergarten. Fischer Verlage, 2010, ISBN 978-3-10-003521-9.
- Antje Bostelmann (Hrsg.): Das Portfolio-Konzept für die Krippe. Verl. an der Ruhr, 2008, ISBN 978-3-8346-0413-2.
- Antje Bostelmann (Hrsg.): Praxisbuch Krippenarbeit: Leben und Lernen mit Kindern unter 3. Verl. an der Ruhr, 2008, ISBN 978-3-8346-0353-1.
- Antje Bostelmann, Michael Fink: Pädagogische Prozesse im Kindergarten: Planung, Umsetzung, Evaluation. Cornelsen Scriptor, 2007, ISBN 978-3-589-24551-2.
- Antje Bostelmann (Hrsg.): Bildungsabenteuer Kindergarten : Lernen in den 6 Bildungsbereichen ; erprobte Projekte zum Nachmachen. Verl. an der Ruhr, 2007, ISBN 978-3-8346-0246-6.
- Antje Bostelmann (Hrsg.): Controlling in Kindertageseinrichtungen. Beltz, 2005, ISBN 3-407-56281-0.
- Antje Bostelmann, Michael Fink, Gerrit Möllers: Gute Kita gemeinsam gestalten. Ein Buch über Qualität für Eltern und Erzieher. Bananenblau, 2015, ISBN 978-3-942334-41-9.
- Antje Bostelmann, Michael Fink: Aktionstabletts – Experimente und Spielangebote. 40 Ideen für das Lernen in Krippe und Kindergarten. Bananenblau, 5., überarbeitete Auflage, 2015, ISBN 978-3-942334-60-0.
- Antje Bostelmann, Michael Fink: Aktionswannen – Fühlen, Forschen, Begreifen. 30 Lern- und Spielangebote für Krippe und Kindergarten. Bananenblau, 2012, ISBN 978-3-942334-31-0.
- Antje Bostelmann, Michael Fink: Das Krippenatelier: Malen, Matschen und Gestalten mit Kindern unter 3. Bananenblau, 2. Auflage, 2011, ISBN 978-3-942334-16-7.
- Antje Bostelmann, Heiko Mattschull: Bananenblau und Himbeergrün: Geschichten aus dem Kinderatelier. Hermann Luchterhand Verlag, 1999, ISBN 978-3-472-03244-1.
- Antje Bostelmann, Michael Fink: Digital Genial. Erste Schritte mit Neuen Medien im Kindergarten. Bananenblau, 2014, ISBN 978-3-942334-36-5.
- Antje Bostelmann, Michael Fink: Seht mal, was ich kann! Das heuristische Lernen von Kleinkindern. Bananenblau, 2012, ISBN 978-3-942334-21-1.
- Antje Bostelmann, Gerrit Möllers: Verantwortungsbewusst, sozialkompetent, kreativ. Das Bild vom Kind in der Klax-Pädagogik. Bananenblau, 2015, ISBN 978-3-942334-48-8.
- Antje Bostelmann (Hrsg.): Stufenblätter für Kita und Kindergarten. Bananenblau, 2010, ISBN 978-3-942334-02-0.